# 小行星1586
小行星1586（1586 Thiele）是一颗围绕太阳公转的小行星。1939年2月13日，阿诺·阿瑟·瓦赫曼在汉堡发现了此天体。
該小行星以丹麥天文學家托瓦爾·N·蒂勒命名。
这颗小行星的绝对星等为30.26040等。